# Guria Lanczchuti
SK Guria-2000 Lanczchuti (gruz. სკ გურია ლანჩხუთი) – gruziński klub piłkarski z siedzibą w Lanczchuti.

## Historia
Chronologia nazw:
- 1952—1959: Kolmeurne Lanczchuti
- 1960—2000: Guria Lanczchuti
- 2000—2001: Guria-Lokomotiwi B Lanczchuti
- 2001—2008: Guria Lanczchuti
- 2008—...: Guria-2000 Lanczchuti

Klub został założony w 1952 jako Kolmeurne Lanczchuti (gruz. კოლმეურნე, kołchoźnik). Na początku grał w rozgrywkach lokalnych. W 1960 zmienił nazwę na Guria Lanczchuti, a w 1967 debiutował w Klasie B, 4 strefie Mistrzostw ZSRR. W 1970 w wyniku kolejnej reorganizacji systemu lig ZSRR spadł do Klasy B, strefy 2 i na rok pożegnał się z rozgrywkami profesjonalnymi. W 1972 ponownie startował we Wtoroj Lidze, a od 1980 występował Pierwoj Lidze. W 1986 zajął 2. miejsce i awansował do Wysszej Ligi, ale nie potrafił utrzymać się w niej, do 1989 kontynuował występy w Pierwoj Lidze.
W debiutował w pierwszych rozgrywkach o Mistrzostwo niepodległej Gruzji. W sezonie 1998/99 zajął ostatnie 16. miejsce i spadł do Pirveli Liga. W sezonie 2000/01 połączył się z klubem Lokomotivi B Tbilisi i występował z nazwą Guria-Lokomotivi B Lanchkhuti oraz zdobył awans do Umaglesi Liga. Przywrócił nazwę Guria Lanczchuti, ale powrót był nieudany, w sezonie 2001/02 zajął 14. miejsce i spadł do Pirveli Liga. W sezonie 2007/08 występował nawet w 3 lidze. W 2008 klub powrócił do Pirveli liga i zmienił nazwę na Guria-2000 Lanchkhuti.

## Sukcesy
- Mistrzostwo ZSRR:

16. miejsce: 1987
- Puchar ZSRR:

1/16 finału: 1977, 1983, 1987/88, 1988/89, 1989/90, 1990/91
- Mistrzostwo Gruzińskiej SRR:

mistrz: 1961, 1966, 1971
- Puchar Gruzińskiej SRR:

zdobywca: 1965, 1966, 1971
- Mistrzostwo Gruzji:

wicemistrz: 1990, 1991
- Puchar Gruzji:

zdobywca: 1990